# Estrangulació

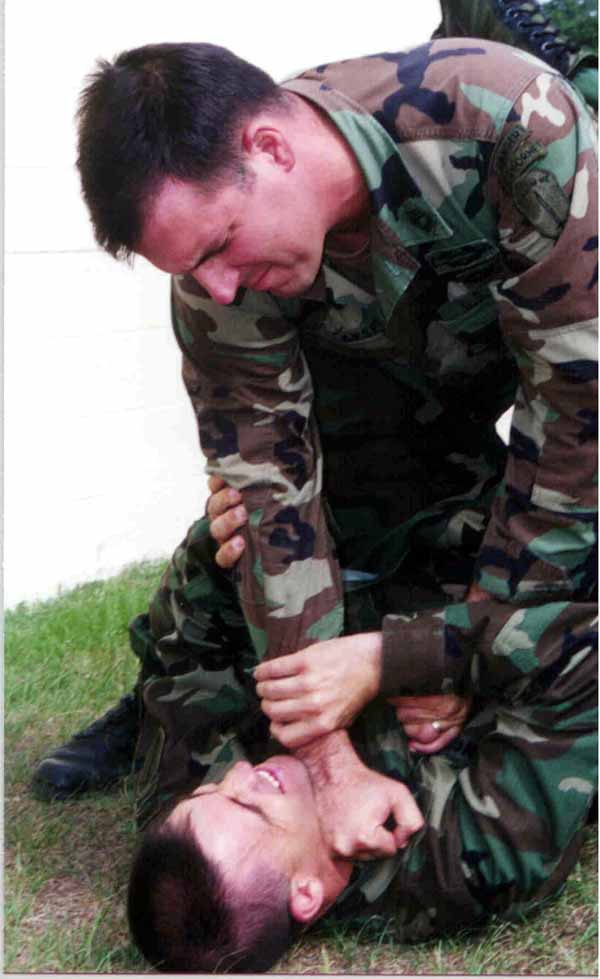
Representació d'una tècnica d'estrangulació

L'estrangulació és l'acció de prémer el coll per comprimir les artèries caròtides o la tràquea, cosa que pot causar un desmai i, seguidament, la mort per asfíxia. L'estrangulació pot ser voluntària (intent de suïcidi o suïcidi consumat, homicidi, pràctica eròtica) o accidental (compressió per la caiguda d'un objecte o peces de roba inserides accidentalment en maquinària en operació, per exemple). L'estrangulació també ha sigut utilitzada com a forma d'execució de la pena capital, ja sigui a través de mitjans com la forca (penjament amb soga), el llaç, o amb les mans (aquesta forma d'execució cerimonial era utilitzada a l'antiga Roma amb els enemics vençuts). L'estrangulació es considera intent d'homicidi.
En mètodes de combat com el judo, el jiu-jitsu, o el karate Nisei Goju Ryu, l'estrangulació és una tècnica de defensa personal o, fins i tot, una tècnica esportiva.

## Traumatologia
El primer efecte de l'estrangulació és la compressió de les artèries caròtides; com que la funció d'aquestes art és aprovisionar el cervell amb sang, aquest es troba privat d'oxigen, cosa que a curt termini causarà trastorns de la consciència (desmai) i després la mort. La primera fase (hipòxia) provoca una sensació semblant a l'orgasme. Per això, certes persones utilitzen l'estrangulació com a tècnica eròtica, cosa que pot causar accidents mortals. Si l'estrangulació és més forta o es concentra a la part davantera del coll, tendeix a esclafar la tràquea, cosa que impedeix que l'aire arribi als pulmons i causa l'asfíxia. També pot estripar els cartílags de la laringe, cosa que podria provocar una hemorràgia.